# Glarus
Glarus (franciául Glaris, olaszul Glarona, romansul Glaruna) Svájc egyik városa, Glarus kanton székhelye. Lakosainak száma 2013-ban 12 422 volt, döntő többségük német anyanyelvű. A város jelképe neoromán stílusban épült temploma.

## Története

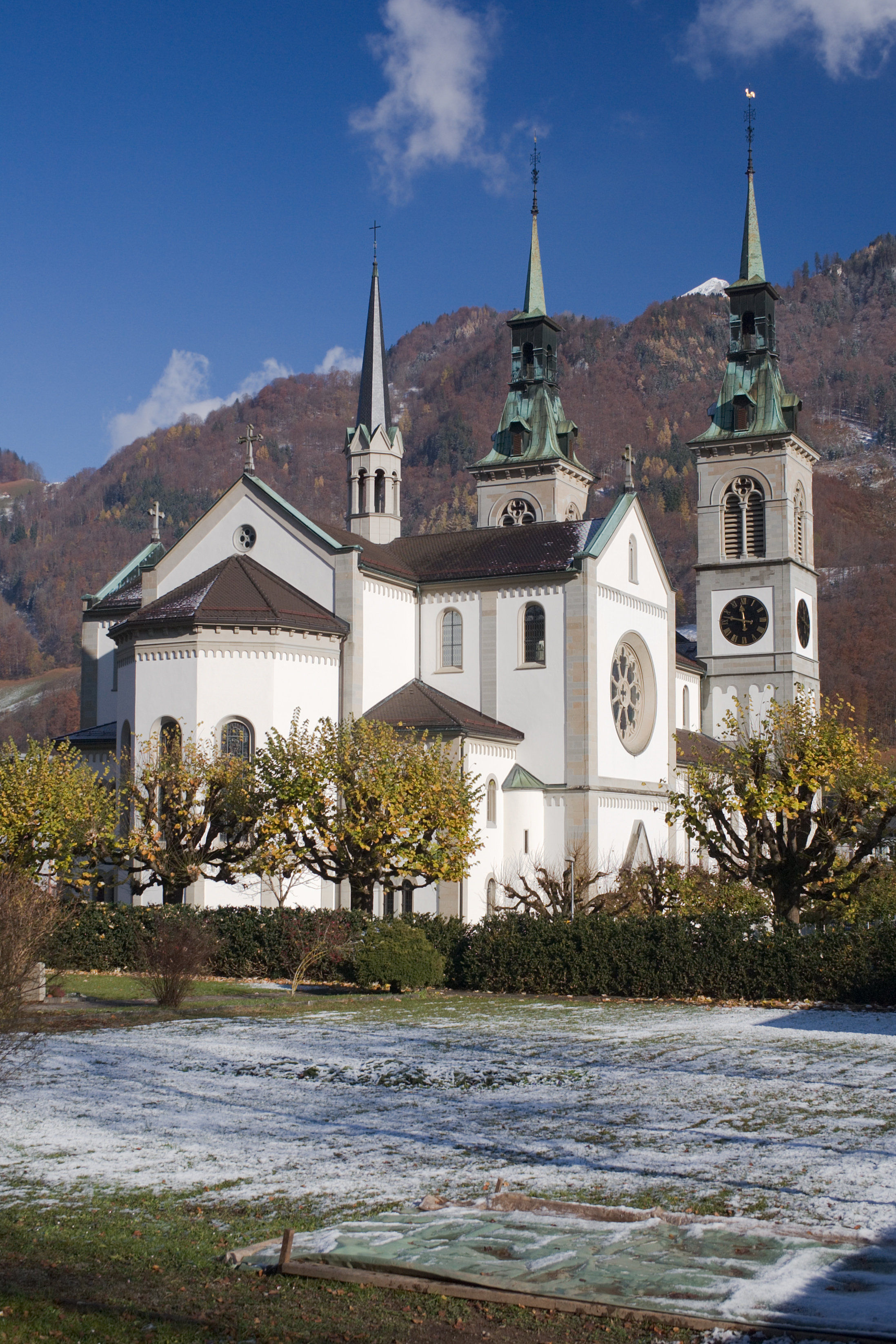
Az 1861-es tűzvész után épített neoromán templom

Glarus első írás említése a 9. század elejéről származik a latinizált Claruna formában. Neve mai alakját először 1178-ban írták le. A legenda szerint a Linth-völgy népét egy ír születésű szerzetes, Säckingeni Fridolin térítette meg a kereszténységre a 6. században. A később szentté avatott Fridolin alapította a säckingeni kolostort is 538-ban. Az alemannok a 8. század elején kezdtek el a völgybe települni és nyelvük a 11. századra dominánssá vált a környéken. A 9. századtól kezdve a Glarus környéki földek a säckingeni kolostor birtokába mentek át. Kövér Károly frank császár 878-ban Glarusszal együtt feleségének, Richgardnak adományozta a säckingeni apátságot.
Glarus 1352-ben csatlakozott az Ósvájci Konföderáció három alapítójához, a Nyolcak Szövetségének (Bund der Acht Orte) egyikeként.
Huldrych Zwingli, a reformáció későbbi vezéralakja 1506 körül Glarusban kezdte papi hivatását. Mintegy tízévi működése során beavatkozott a politikába és kivívta II. Gyula pápa nagyrabecsülését, aki külön tiszteletdíjat folyósított számára. Mikor a versztes marignanói csata után a városban a hangulat pápaellenesre fordult, Zwingli jobbnak látta másik kantonba távozni. A reformáció 1528 körül kezdett teret hódítani a városban, de Glarus alapvetően katolikus maradt. A második kappeli háború után mindkét félnek engedélyezték vallásuk gyakorlását a város templomában. A protestánsok és katolikusok egészen a 18. századig egy templomba jártak, de külön orgonájuk volt.
Az 1798-as francia hódítás után Glarus lett a megalakuló Helvét Köztársaság Linth kantonjának első székhelye, amit 1802-ben, nem sokkal a köztársaség bukása előtt Rapperswilbe helyeztek át. 1803-ban Napóleon mediációs törvényével a régi kantonok visszakapták függetlenségüket és Glarus újból a hasonló nevű kanton fővárosa lett. A vasút 1859-ben érte el a várost.
1861. május 10-11-én hatalmas tűzvész pusztított Glarusban, épületeinek kétharmada - köztük a templom - elpusztult. A városrészt Bernhard Simon és Johann Caspar Wolff tervei alapján modern, sakktáblaszerű alaprajzzal építették újjá. 1864-ben, Európában az elsők között, törvényt hoztak, hogy a napi munkaidő nem haladhatja meg a 12 órát.

## Fekvése

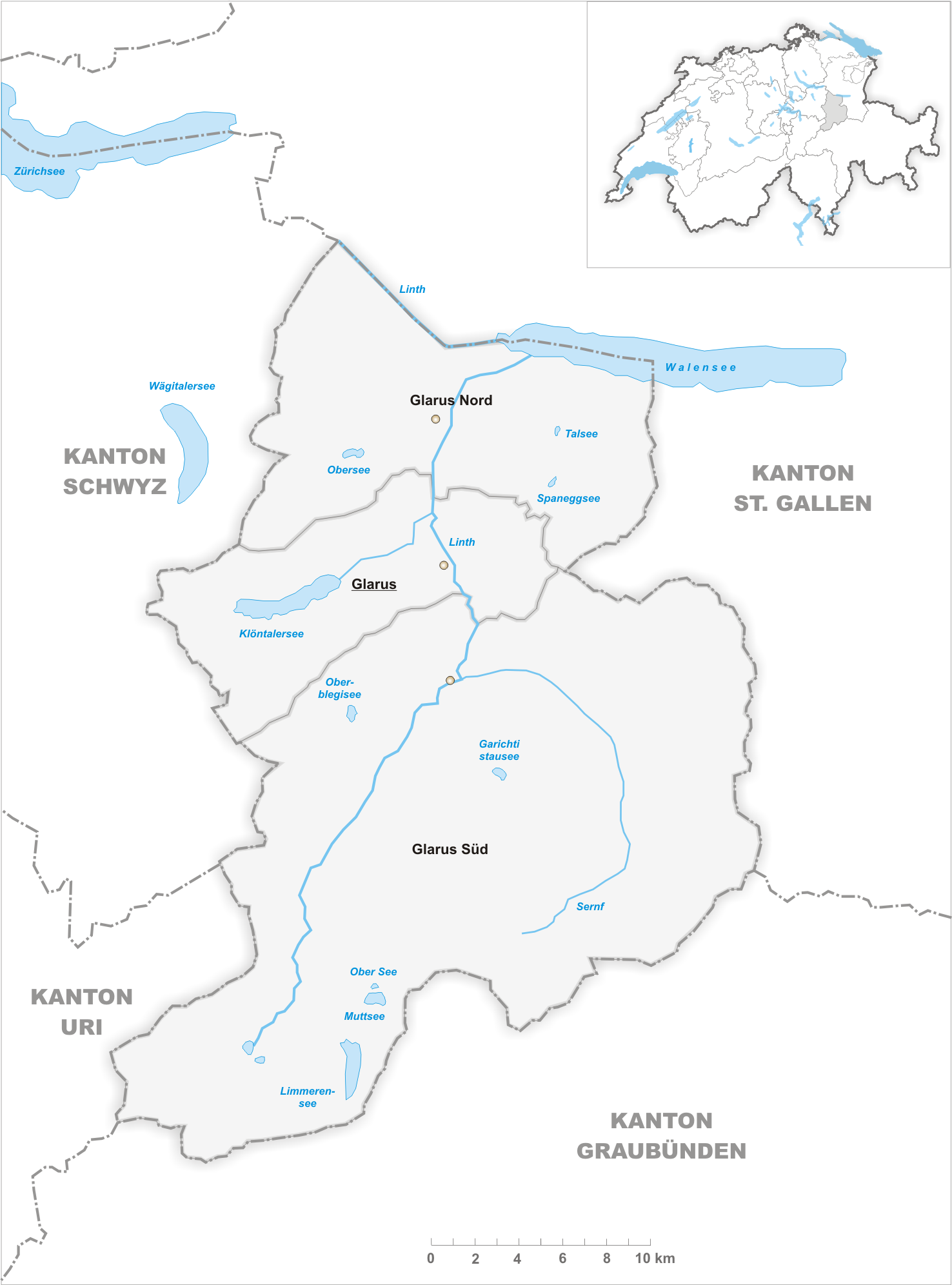
Glarus község elhelyezkedése

A város az ún. Glarner Mittellandon terül el a Glärnisch-hegy és a Linth-folyó között. 2011 előtt Glarus önkormányzat területe 69,2 km² volt. 2011-ben Ennenda, Netstal és Riedern községek hozzácsatolása után területe 103,6 km²-re nőtt.

## Lakossága
Glarus lakossága 2013 decemberében 12 422 fő volt, beleértve Ennendát, Netstalt és Riedernt is. 2007-ben a lakosok 23,7%-a volt külföldi állampolgár. A lakosok 86%-ának német az anyanyelve, 4,8%-nak olasz, 2,6%-nak pedig albán. A felnőtt lakosság 71,3%-ának van középiskolai vagy afölötti végzettsége.
A város munkanélküliségi rátája 2,01%. 2005-ös adatok szerint 49-en dolgoztak az elsődleges (mezőgazdasági), 552-en a másodlagos (ipari) és 3232-en a harmadlagos (szolgáltató) szektorban.

## Éghajlat
Glarusnam évente átlagosan 148,2 csapadékos napja van, összesen 1416 mm-nyi csapadékkal. A legnedvesebb hónap az augusztus (177 mm), míg a legszárazabb a január (86 mm).

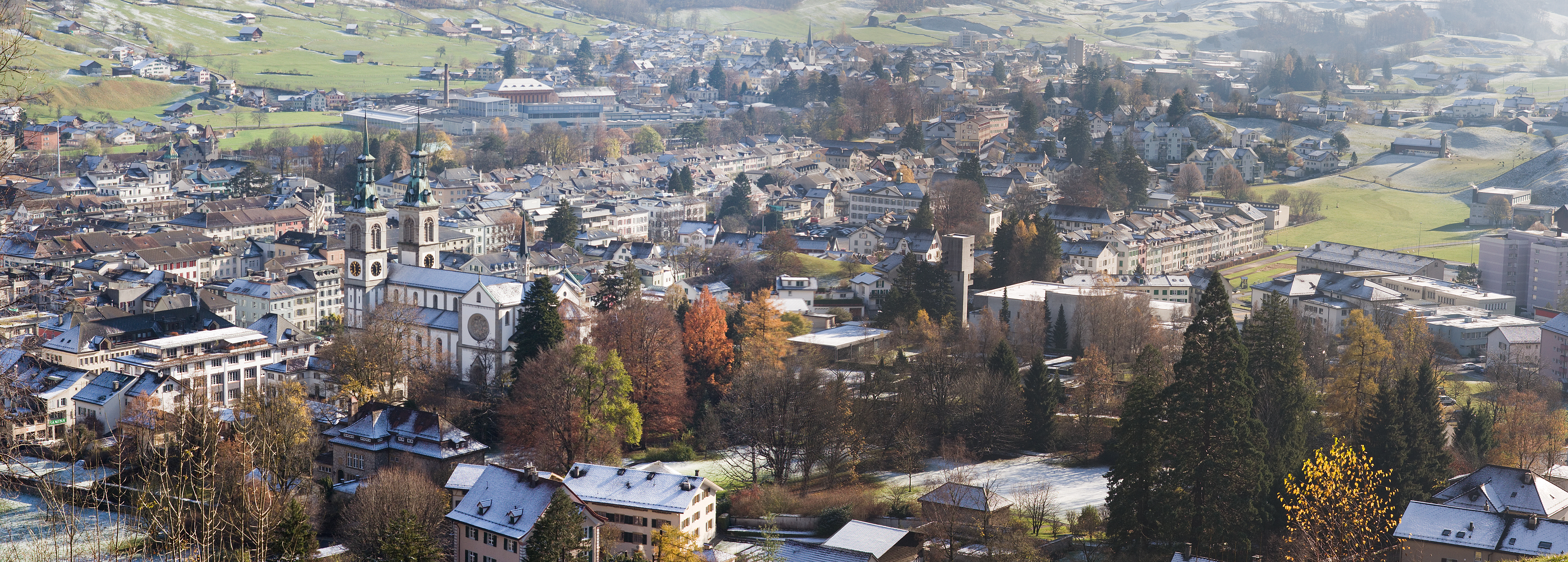
Glarus panorámája

## Híres emberek
- Itt halt meg 1979-ben Martzy Johanna magyar hegedűművész.

## Testvérvárosai
- Kobrin, Fehéroroszország
- New Glarus, Wisconsin, USA
- Rozsnyó, Szlovákia
- Wiesbaden-Biebrich, Németország

Glarus vasútállomása a Ziegelbrücke-Linthal vonal egyik megállója. Megáll itt az óránként közlekedő Zürich-Linthal S25-ös S-Bahn járat és a Sankt Galleni S6-os S-Bahn.

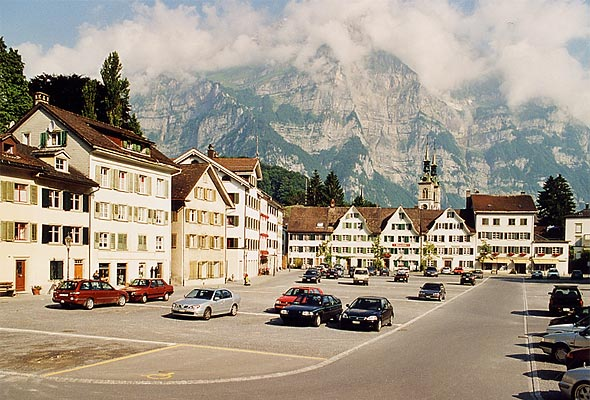
A városközpont
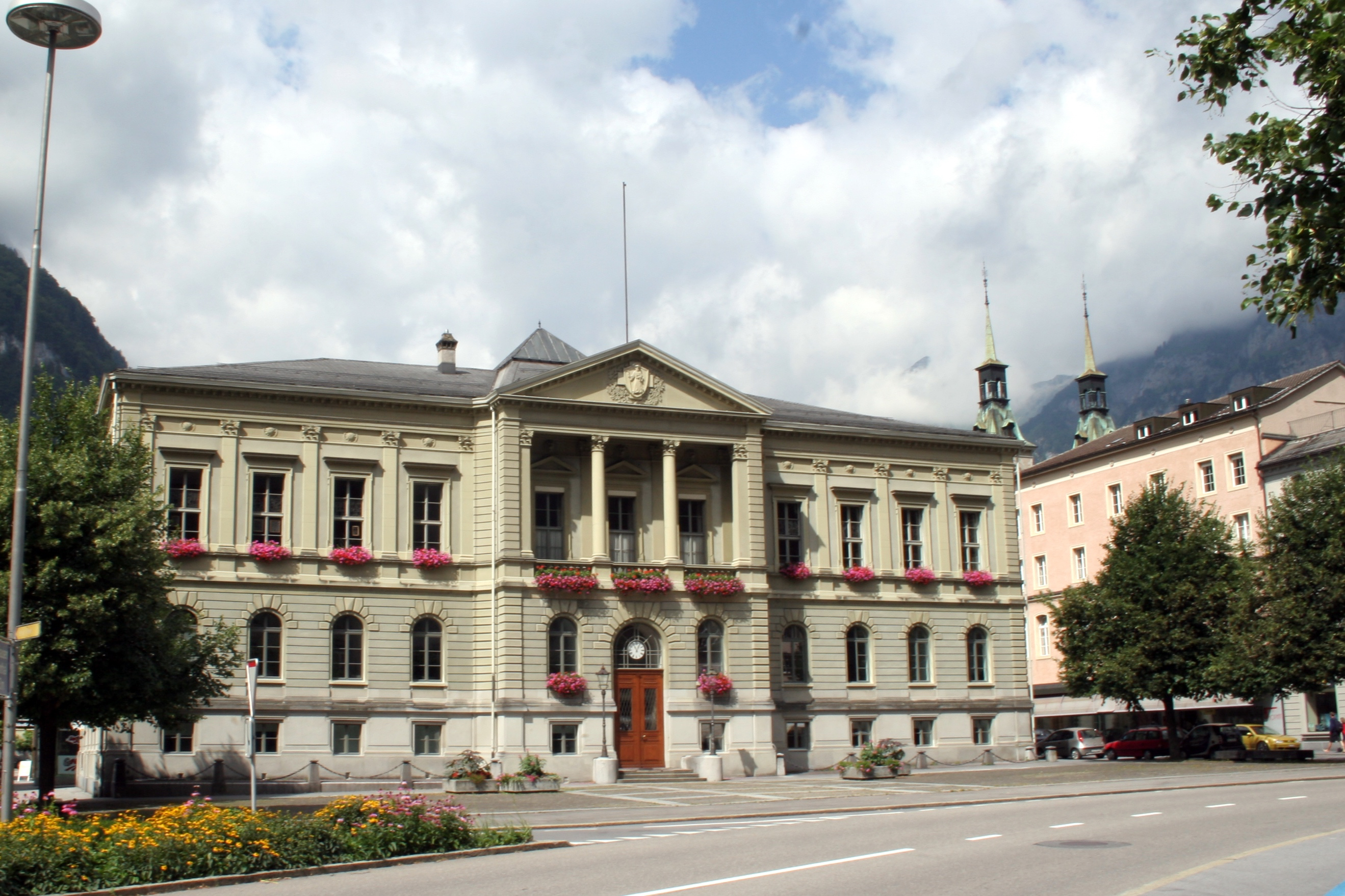
A kantoni parlament épülete
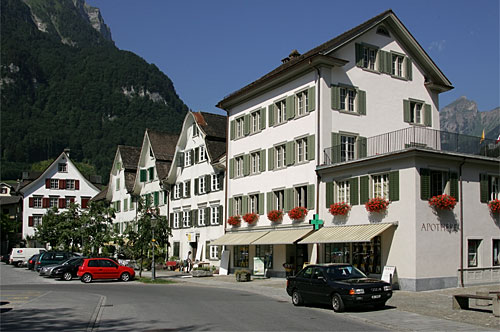
A Landsgemeindeplatz
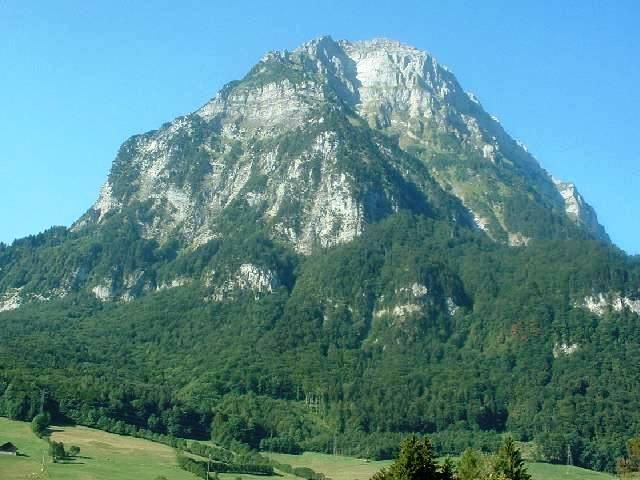
A Glärnisch
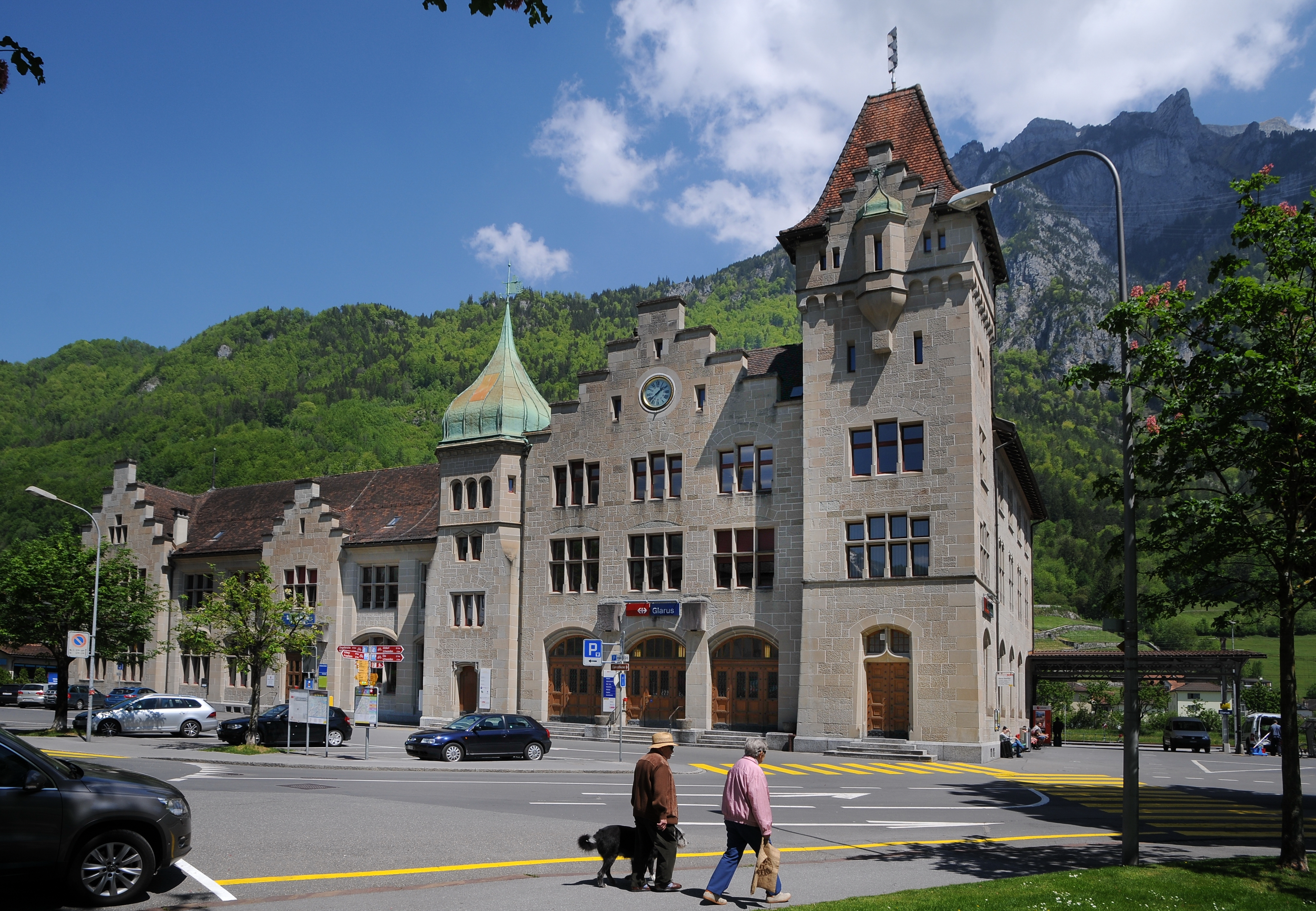
A vasútállomás

## Fordítás
- Ez a szócikk részben vagy egészben  a   Glarus című angol Wikipédia-szócikk ezen változatának fordításán alapul.  Az eredeti cikk szerkesztőit annak laptörténete sorolja fel. Ez a jelzés csupán a megfogalmazás eredetét és a szerzői jogokat jelzi, nem szolgál a cikkben szereplő információk forrásmegjelöléseként.